# Ијад ибн Ганм
Ијад ибн Гамн ибн Зухајр ел Фихри (арапски: عياض بن غنم بن زهير الفهري‎) (ум. 641) је био арапски заповедник који је играо главну улогу у муслиманском освајању Ал Џазире (Горња Месопотамија) и северне Сирије. Био је међу шачицаом људи из племена Курејшија који су прихватили ислам пре масовног преобраћања племена 630. године и био је пратилац исламског пророка Мухамеда. Године 634., под калифом Ебу Бекром, он је управљао северно-арапским градом оазом који се звао Думат Ел Џандал. Касније, 637. године, он је постао гувернер Ал Џазира (Горња Месопотамија), али га је калиф Омар (634–644) сменио због наводних неправилности. Потом је постао блиски војни помоћник свог рођака и нећака, Абу Убајде ибн ел Џараха, под чијим је водством Ијад покорио већи део византијске северне Сирије, укључујући Алеп, Манбиџ и Кир.
Када је Абу Убајда умро 639. године, Ијад га је наследио као гувернера Химса, Кинасрина и Ал Џазире. На другој територији, он је покренуо кампању за потврђивање муслиманске владавине, прво је заузео Раку након што ју је опседао и пљачкао њену околину. Након тога уследила су освајања Едесе, Харана и Самосата под сличним околностима. Са изузетком тешких борби у Рас ел Ајну и Дари, Ијад је добио предају низа других месопотамских градова са релативно мало проливене крви. Све у свему, Ијадово освајање Горње Месопотамије је многе градове који су освојени оставило нетакнутим и њихови становници су били неповређени да би идаље могли да плаћају порезе у ново насталом калифату. Према историчару Леифу Ингеу Ри Петерсену, Ијад "је добијао мало пажње", али је "очигледно имао велике способности".

## Младост
Ијад је био син извесног 'Абд Ганм ибн Зухаир ел Фихрија. Припадао је огранку Ел Харит ибн Фихр ибн Малика из племена Курејшија. Ово друго је било трговачко арапско племе са седиштем у Меки на западном делу Арабијког полуострва. Ијад је био међу малобројним члановима Курејшија који су прихватили ислам пре примирја код Худајбија између исламског пророка Мухамеда и главном паганског Курејшија 628. године, и био је присутан уз Мухамеда током мировних преговора. Након што је прихватио ислам, Ијад је променио име из "ибн Абд Ганм " у "ибн Ганм "; "Абд Ганм", име његовог оца, преводи се на арапски као "Ганмов слуга", идол којег обожавају пагански Арапи. Ово последње је било асоцијација коју је Ијад презирао, према историчару Ел Баладурију из 9. века. Остатак Курејшија је прешао у ислам 630. године.

## Поход у Сирији
Ијад је можда био муслимански заповедник који је угушио арапску племенску побуну у оазом Думат ел Џандал током ратова Рида 632-633. Племена укључена у побуну су била Бану Калб, Бану Салих, Танук и Гасан. Други средњевековни извјештаји ову победу приписују Амр ибн ел Асу. У сваком случају, према историчару из 9. века Ел Табарију, Ијад је био гувернер Думата Ел Џандала 634. године, за време владавине калифа Ебу Бекра. Током 637. године Ијад је постао гувернер Ал Џазире (Горња Месопотамија) у служби калифа Омара (в. 634–644), али је он смењен због навода да је користио своју канцеларију како би примао поклоне или мито. После тога, постао је блиски сарадник и заповедник свог рођака по очевој линији и мајчиног нећака, Абу Убајде ибн ел Џараха, који је имао војну власт над Сиријом.
Године 638. Абу Убајда је послао Ијада да покори Алепо (Бероеа) у северној Сирији, тада део Византијског царства. Сам Абу Убајда је стигао касније, али чим је поставио камп око града, грађани су сигнализирали своју жељу да преговарају о условима предаје. Ијад, кога је Абу Убајда санкционисао да преговара у његово име, сложио се са предложеним условима који гарантују безбедност становника Алепа и њихове имовине, али под условом да се обезбеди локација за изградњу џамије. Абу Убајда је касније послао Ијада на чело војске да заузме Кир, чији су становници послали монаха у сусрет Ијаду; након овог састанка, Ијад је морао да монаха одведе на састанак са Абу Убајдом и организује предају Кира. Ијад је затим наставио даље ка северу и истоку, надгледајући предају Манбиџа (Хиераполиса), Рабана и Дулука.

## Освајање Горње Месопотамије
Када је Абу Убајда умро 639. године, калиф Омар је именовао Ијада на његово место као амала (гувернер) Химса, Кинасрина (Халкида) и Ал Џазире са упутствима да освоји другу територију од њених византијских заповедника, јер су одбили да плате данак обећан Муслиманима 638. године. До тренутка када је Ијад добио задатак, муслимани су освојили сву Сирију, оставивши византијске гарнизоне у Ал Џазири изолованој од царства. У августу 639. године, Ијад је повео војску од 5.000 војника према Раки (Калиникос) у Ал Џазири и извршио упад у околину града. Међутим, наишао је на отпор њених бранилаца, што га је подстакло да се повуче и пошаље мање јединице да врше упаде око Раке, запљењујући заробљенике и жетву. Након пет или шест дана ових рација, патриције града Раке је преговарао о предаји града Ијаду. Према историчару Михаилу Минекеу, Ијад је освојио град 639. или 640. године.
Након што је заузео Раку, Ијад је наставио према Харану, где је његово напредовање било заустављено. Међутим, он је преусмерио део своје војске на Едесу која је на крају капитулирала након преговора. Ијад је затим примио Харнову предају и послао Сафвана ибн Муатал ел Суламија и његовог рођака Хабиба ибн Маслама ел Фихриа да опседну Самосату, која се такође завршила преговорима и предајом након пљачке муслимана које су спровели по околним селима. До 640. године, Ијад је постепено освојио Саруч, Џиср Манбиџ и Тел Мавзин. Пре него што је заузео Тел Мавзина, Ијад је покушао да заузме Рас ел Ајн, али се повукао после јаког отпора. Касније је послао Умајр ибн Сад ел Ансариа да га опседне. Умајр је прво напао рурално сељаштво и запленио стоку у близини града. Становници су се забарикадирали унутар утврђеног града и нанели велике губитке муслиманским снагама, пре него што су коначно капитулирали. Отприлике у исто време, Ијад је опколио Самосату као одговор на побуну, чија природа није наведена код Ел Баладурија, и сместио мали гарнизон у Едесу након што су становници града очигледно прекршили своје услове предаје.
Након Самосате, Ел Баладури, који даје детаљан али тријумфални извештај о Месопотамијској кампањи, тврди да је Ијад покорио низ села "под истим условима" као што се Едеса предала. Између краја 639. и 640. године, Ијад и његови поручници су у низу потчинили градове као што су Киркесиум (ел-Каркисија), Амид, Мајафарикин, Нисибин, Тур Абдин, Мардин, Дара, Карда и Базабда. Према Ел Баладурију, са изузетком Нисибина, који је пружао отпор, сви ови градови и тврђаве пали су у руке муслиманима након преговора о предаји. За разлику од Ел Баладуријевог пасивног објашњења Ијадовог заузимања Даре, историчар из 10. века Агапије из Хиераполиса је написао да су многи били убијени на обе стране, посебно међу муслиманима, али да је град на крају пао након преговора. Ијад је наставио према Арзанену, затим према Битлису и на крају до Килата; сва три града су се предала након преговора својих патриција са муслиманима. Убрзо након тога, Ијад је вођи Битлиса поверио прикупљање пореза на земљу од Килата и отишао у Раку. На путу ка Раки, један средњовјековни муслимански извјештај тврди да је Ијад послао снаге да заузму Сиџар, након чега га је населио Арапима.
Ијад је умро у Химсу 641. године. Према Ел Табарију, Ијада је наследио као гувернера Химса и Кинасрина извјесни Саид ибн Хидхјам ел Џумахија, али он је убрзо умро, а Умајр ибн Сад, један од Ијадових поручника, именован је на његово место од стране калифа Омара.

### Процена
Према биографу Ибн Саду из 9. века, "ниједна стопа Месопотамије није остала непокорена од Ијада ибн Ганма", а Ијад "је извршио освајање Месопотамије и њених градова капитулацијом, али и силом". Петерсен описује Ијада као "заповедника који је добио мало пажње, али који је очигледно имао велике способности". Тактика коју је Ијад користио у својој месопотамској кампањи била је слична оној коју су користили муслимани у Палестини, иако у данашње време извори о Ијаду откривају његов специфични модус операнди, посебно у Раки. Операција заузимања тог града подразумевала је позиционирање коњичких снага у близини њених улаза, спречавајући њене браниоце и становнике да оду из града или да избеглице са села уђу у њега. Истовремено, остатак Ијадових снага је рашчистио околна села и одвео заробљенике. Ове дуалне тактике биле су примењене у неколико других градова у Ал Џазири. Оне су се показали као ефикасне u изнуђивању предаје циљаних градова који су слабо снабдевани и чија су села била заробљена од стране непријатељских трупа. Ијадов свеобухватни циљ био је да освоји Ал Џазиру уз минимална разарања како би осигурао прилив прихода калифату. У споразумима које је постигао са патрицијима Раке, Едесе, Харана и Самосата, исплате су долазиле у разним облицима, укључујући готовину, пшеницу, нафту, сирће, мед, услуге рада за одржавање путева и мостова, и водиче и обавјештајне податке за муслиманске придошлице.
На крају, Ијадова насеља са градовима Месопотамије "у великој мери оставила су већину локалног друштва нетакнутим". Према Петерсеновом мишљењу, Ијадова кампања делимично је одвратила пажњу Византинаца од централне офанзиве муслимана на лучке градове Сирије и египатску покрајину, док је, такође, "показала јерменском племству да је калифат постао одржива алтернатива Персијском царству".